# Alan King Tennis Classic 1977
L'Alan King Tennis Classic 1977 è stato un torneo di tennis giocato sul cemento. È stata la 6ª edizione dell'Alan King Tennis Classic, che fa parte del Colgate-Palmolive Grand Prix 1977. Si è giocato a Las Vegas negli USA, dal 25 aprile al 1º maggio 1977.

## Partecipanti

### Teste di serie
| Nazionalità   | Giocatore       | Ranking | Testa di serie |
| ------------- | --------------- | ------- | -------------- |
| Stati Uniti   | Jimmy Connors   | 1       | 1              |
| Italia        | Adriano Panatta | 7       | 2              |
| Messico       | Raúl Ramírez    | 5       |                |
| Stati Uniti   | Roscoe Tanner   | 11      |                |
| Australia     | Ken Rosewall    | 13      |                |
| Stati Uniti   | Stan Smith      | 16      |                |
| Regno Unito   | Mark Cox        | 17      |                |
| Stati Uniti   | Robert Lutz     | 20      |                |
| Cile          | Jaime Fillol    | 24      |                |
| Sudafrica     | Cliff Drysdale  | 25      |                |
| Stati Uniti   | Cliff Richey    | 28      |                |
| India         | Vijay Amritraj  | 31      |                |
| Australia     | Mark Edmondson  | 35      |                |
| Nuova Zelanda | Brian Fairlie   | 36      |                |
| Australia     | Phil Dent       | 37      |                |
| Sudafrica     | Raymond Moore   | 39      |                |

## Campioni

### Singolare
Jimmy Connors ha battuto in finale  Raúl Ramírez con il punteggio di 6–4, 5–7, 6–2

### Doppio
Robert Lutz /  Stan Smith hanno battuto in finale  Bob Hewitt /  Raúl Ramírez con il punteggio di 6–3, 3–6, 6–4